# (C10–C21)Alkansulfonsäurephenylester
(C10–C21)Alkansulfonsäurephenylester ist eine Mischung aus verschiedenen Alkylsulfonsäureestern (Sulfonate) des Phenols (ASE), die unter den Handelsnamen Mesamoll und Mesamoll II vertrieben wird. Es wird insbesondere als Weichmacher eingesetzt. 

## Eigenschaften

### Physikalische Eigenschaften
Mesamoll ist eine Flüssigkeit der Dichte ~1,06 g·cm−3 und besitzt eine Viskosität von 125±15 mPa·s bei 20 °C. Der Schmelzpunkt liegt bei −15 °C, der Siedepunkt bei etwa 200 °C (bei 13 hPa). Der Brechungsindex wird mit 1,499 ± 0,003 angegeben, die Löslichkeit in Wasser ist sehr schlecht (2 mg·l−1 bei 20 °C).

### Chemische Eigenschaften
Mesamoll besteht zu 75–85 % aus einem Gemisch sekundärer Alkansulfonsäurephenylester und enthält zusätzlich 15–25 % sekundäre Alkandisulfonsäurediphenylester sowie 2–3 % nicht sulfonierte Alkane. Die Alkylketten sind dabei überwiegend unverzweigt, mit Kettenlängen hauptsächlich im Bereich C13–C17.

unverzweigter, sekundärer Alkansulfonsäurephenyl- ester a+b = 12–16
unverzweigter, sekundärer Alkandisulfonsäurediphe- nylester c+d+e = 11–15
unverzweigtes Alkan f = 13–17

## Verwendung
Das Estergemisch wird als phthalatfreier Weichmacher für PVC (als Ersatz von DEHP), PUR, Styrol-Butadien-Kautschuk und verschiedene Natur- und Kunstkautschukarten eingesetzt. Zusätzlich zu der Funktion als Weichmacher verleiht es PVC eine gute Witterungs- und Lichtbeständigkeit. Es ist gut gelierfähig und verseifungsresistent.

## Sicherheitshinweise
In Gegenwart von Eisen können sich Mesamoll und Mesamoll II oberhalb von 120 °C sowie bei längerem Kontakt verfärben. Mesamoll hat einen Flammpunkt von 210 bis 240 °C. Obwohl Mesamoll II biologisch abbaubare Eigenschaften aufzeigt, wird es seitens der FDA als biologisch nicht leicht abbaubar eingestuft.